# Auguste van Pels

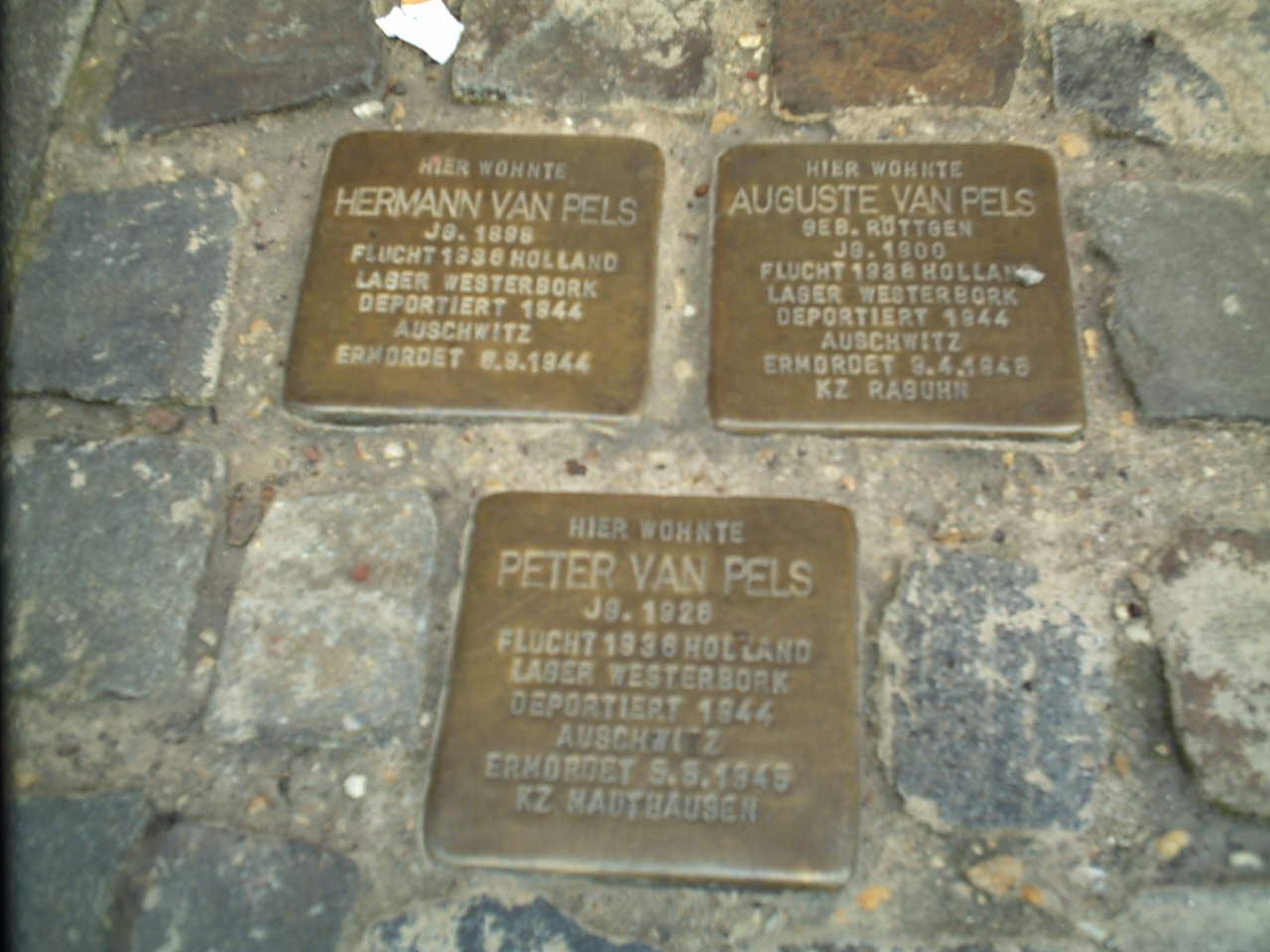
Stolpersteine para la familia Van Pels.Stolpersteine para la familia Van Pels.

Auguste van Pels (Osnabrück, Alemania; 29 de septiembre de 1900-Theresienstadt, Checoslovaquia; abril o mayo de 1945) fue una inmigrante alemana que vivió en Ámsterdam, Países Bajos y se escondió con Anne Frank en un refugio secreto durante la Segunda Guerra Mundial. En el Diario de Anne Frank aparece bajo el seudónimo de Petronella van Daan, conocida como la fatalista del grupo. Fue la esposa de Hermann van Pels y la madre de Peter van Pels.

## Biografía
En la parte trasera del edificio de Prinsengracht, número 263, donde funcionaba la empresa Opekta, propiedad de Otto Frank, de la cual Hermann van Pels era socio y especialista en especies. Su llegada al refugio data del 13 de julio de 1942. Desde esa fecha hasta el 4 de agosto de 1944, cuando el refugio fue allanado por la Gestapo y la policía neerlandesa, siendo deportados todos sus habitantes hacia el campo de tránsito de Westerbork. El 3 de septiembre de 1944 salieron en el último tren desde los Países Bajos hacia el campo de exterminio de Auschwitz, en Polonia. Tras llegar a Auschwitz, fue separada de su esposo e hijo, para jamás volver a verse. Se desconoce si ella supo sobre el destino de su familia (su esposo fue asesinado en las Cámaras de gas). 
La Sra. van Pels fue deportada nuevamente entre finales de octubre y principios de noviembre, junto a las hermanas Frank hacia el campo de concentración de Bergen-Belsen, en Alemania. Sin embargo, también aseguran que Auguste no estaba allí cuando las dos jóvenes fallecieron, por lo que es muy probable que fuera deportada antes de marzo de 1945 al campo de Buchenwald y, después, al de Theresienstadt, en Checoslovaquia, El 15 de mayo de 1945 murió en dicho campo.
Hanneli Goslar, apodada «Lies», dice haberse encontrado con la Sra. van Pels en el campo de Bergen-Belsen: Una amiga de Hanneli le comunicó a principios de febrero de 1945 que del otro lado de la barricada había gente proveniente de los Países Bajos￼. Hanneli se dirigió a la barricada y empezó a preguntar si había alguien de Ámsterdam. La señora van Pels contestó, y cuando dijo su nombre, Hanneli la recordó de épocas anteriores a la guerra. La señora van Pels le dijo que estaba con Anne, y se ofreció a llamarla, pero no pudieron verse, apenas distinguieron una sombra una de la otra. Ya no era la misma Anne, era una niña rota que empezó a llorar de inmediato.
No hay una información precisa de cómo falleció Auguste van Pels. Testigos cuentan que había enfermado de fiebre tifoidea y que murió en el tren que la transportaba a Theresiendstadt. Otra testigo, Rachel van Amerongen, declaró que prescenció como los alemanes arrojaron a Auguste van Pels debajo del tren en movimiento, muriendo automáticamente tras ser aplastada. También existe el rumor que murió durante las Marchas de la Muerte. Sin embargo, no hay otras fuentes que confirmen dichos testimonios.
- Datos: Q4256516